# ロクロニウム
ロクロニウム (Rocuronium) はアミノステロイドの非脱分極性神経筋遮断薬・筋弛緩薬である。骨格筋を弛緩させることによって気管挿管を行いやすくするため、もしくは手術中の不動化を維持するために現代の麻酔において用いられている。日本での商品名は「エスラックス」。臭化物（臭化ロクロニウム）として販売されており、略号はRbである。
ジェネリック医薬品も販売されている。日本で用いられている非脱分極性筋弛緩薬の中では最も作用時間が短く、それまでの主力であったベクロニウムに取って代わりつつある。

## 効能・効果
- 麻酔時の筋弛緩
- 気管挿管時の筋弛緩

## 副作用
重大な副作用として、下記のものが知られている。
- ショック、アナフィラキシー（気道内圧上昇、血圧低下、頻脈、全身発赤など）
- 遷延性呼吸抑制
- 横紋筋融解症 - 筋肉痛、脱力感、CK上昇、血中、尿中ミオグロビン上昇
- 気管支痙攣

## 作用機序
ロクロニウムは、神経筋接合部のニコチン性アセチルコリン受容体に対する競合的拮抗薬である。スキサメトニウムなどの脱分極性神経筋接合部遮断薬の作用機序である持続的な過分極とは異なり、受容体の作用を弱めて筋弛緩を引き起こすため、神経筋接合部遮断薬の中では非脱分極性神経筋接合部遮断薬と考えられている。
パンクロニウムよりも弱い神経筋接合部遮断薬として設計されており、ステロイドのD環にアリルピロリジンが結合した第四級アンモニウムイオンとなっている。ロクロニウムの作用発現は早く、作用時間は中程度である。
一部の患者（特に喘息患者）にアレルギー反応が起こる可能性があると考えられているが、同種の他の薬剤（非脱分極性神経筋遮断薬）を使用しても同様のアレルギー反応が起こることが確認されている。
ロクロニウムの作用を拮抗させる新たな薬剤として、γ-シクロデキストリン誘導体のスガマデクスが登場した。スガマデクスは2009年からヨーロッパの多くの国で使用されているが、アレルギー反応や出血への懸念から米国FDAに2度承認を断られ、2015年12月15日にようやく米国で外科手術時に使用する薬として承認された。ネオスチグミンはロクロニウムの拮抗薬としても使用できるが、スガマデクスほどの効果はない。ネオスチグミンはスガマデクスと比較して安価であるため、使用されることは多い（2016年）。